# Bartłomiej Macieja
Bartłomiej Macieja (Varsavia, 4 ottobre 1977) è uno scacchista polacco, Grande maestro.
Vinse nel 1994 il campionato polacco under-18, e nel 2004 e 2009 il Campionato polacco assoluto.
Ha partecipato con la Polonia a cinque Olimpiadi dal 1998 al 2006, con il risultato complessivo di +12 =32 –7 (54,9 %).
Ha preso parte alle fasi finali di quattro Campionati del mondo FIDE:Las Vegas 1999, Nuova Delhi 2000, Mosca 2002 e Tripoli 2004. Nel campionato del 2004 superò nell'ordine Jonathan Speelman, Michail Krasenkov e Oleksandr Beljavs'kyj, ma perse al 4º turno contro Viswanathan Anand.
Vinse per cinque volte la medaglia d'argento ai campionati europei a squadre (1997, 1999, 2001, 2003 e 2005).
Nella lista Elo del dicembre del 2014 aveva 2621 punti. Ha raggiunto il massimo rating nel gennaio del 2004, con 2653 punti.

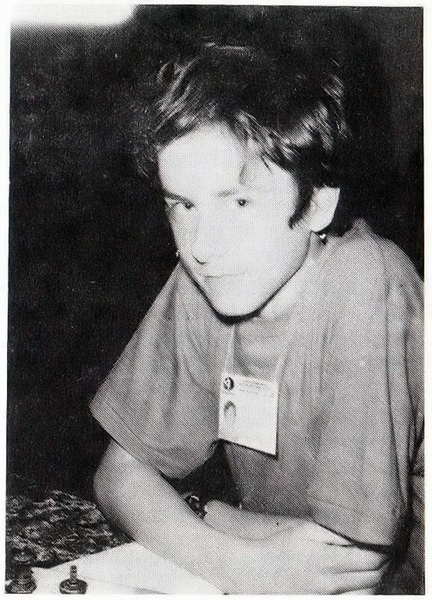
Bartłomiej Macieja
a 14 anni

Altri risultati della sua carriera:
- 1991   3º al campionato del mondo under-14 di Varsavia
- 1993   =1º a Cracovia con Jacek Gdański
- 1995   1º al torneo di Zlín
- 1996   1º a Budapest
- 1998   1º-4º al torneo zonale di Krynika-Zdrój, alla pari con Liviu-Dieter Nisipeanu, Vlastimil Babula e Zoltán Almási
- 2000   =1º nel torneo zonale con József Pintér, Oleksandr Černin, Pablo Blehmen e Vladislav Nevednichy
- 2001   =1º con Jan Timman a Curaçao
- 2002   vince il Campionato europeo individuale di Batumi in Georgia;  Vince 5 : 3 un match rapid a Budapest con Judit Polgár
- 2003   2º-3º con Viktor Korčnoj al torneo di Reykjavík, dietro ad Aleksej Širov
- 2009   =1º nell'open di Oslo con Kveinys, Berg, Hammer e L. Johannessen